# Alpha-conotoxine

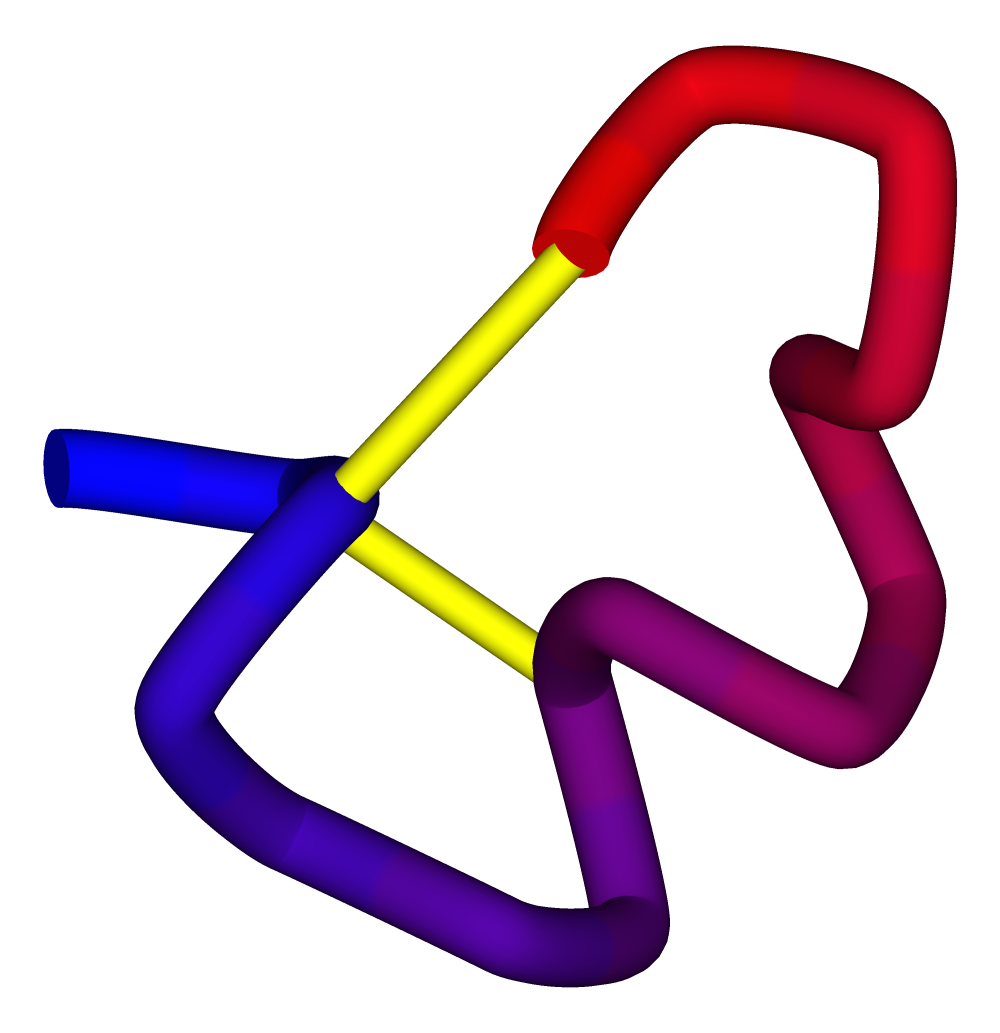
Représentation schématique de la structure tridimensionnelle de l'α-conotoxine PnIB de Conus pennaceus.

L'α-conotoxine (alpha-conotoxine) est une neurotoxine d'origine animale, utilisable comme un puissant anti-douleur aussi efficace que la morphine mais dépourvu du facteur d'accoutumance.
Elle a été obtenue par des chercheurs en modifiant légèrement un des composants du puissant venin produit par les conidae, des gastéropodes marins. Ce poison, composé de conotoxines, est contenu dans une sorte de dent servant de harpon à l'animal pour chasser ses proies.
Ces molécules (les α-conotoxines) agissent au niveau des nerfs et des muscles, de façon similaire aux inhibiteurs des récepteurs nicotiniques de l'acétylcholine.
Cette molécule est connue depuis assez longtemps[Quand ?] dans le domaine médical ; elle est en effet utilisée comme analgésique. Cependant son utilisation est restreinte à cause de son administration compliquée : elle doit être introduite directement dans la moelle épinière des patients. 
Cependant, des chercheurs de l'Institute for Molecular Bioscience (à l'université du Queensland en Australie) ont réussi récemment à démontrer, par une transformation, l'efficacité par voie orale d'un peptide, dérivé de l'α-conotoxine.
Cette transformation provient de la circularisation de ce peptide (en rassemblant les deux extrémités de la protéine). Ce processus rend cette protéine plus résistante aux enzymes présentes dans le système digestif (capables de la dégrader avant qu'elle n'agisse) grâce au renforcement des liaisons hydrogène internes. Cette jonction des deux extrémités de la protéine (qui sont déjà relativement proches) se réalise grâce à l'ajout de quelques acides aminés de faible réactivité ; deux alanines et quatre glycines.
Ce peptide circularisé a été administré chez des rats et les résultats ont permis d'affirmer que son pouvoir anti-douleur était aussi efficace que celui de la gabapentine (un médicament contre les fortes douleurs) avec des doses cent fois moins élevées. Cette découverte permettra peut-être d'élaborer un traitement oral réellement efficace pour les patients atteint de douleurs neuropathiques.